# О п'ятій пополудні
«О п'ятій пополудні» (перс. پنج عصر, трансліт. Panj é asr) — ірансько-французький драматичний фільм 2003 року, поставлений режисеркою Самірою Махмальбаф. Світова прем'єра стрічки відбулася 16 травня 2003 року на 56-му Каннському міжнародному кінофестивалі, де вона брала участь в основній конкурсній програмі та здобула дві нагороди — Приз журі та Приз екуменічного журі .

## Сюжет
Афганістан. Після падіння режиму талібів демократичний уряд вводить нові закони в дуже консервативній і закритій країні. Відтепер афганські жінки наділені тими ж правами, що й чоловіки — вони можуть вчитися, працювати і вести активне суспільне життя. Одна з молодих жінок вирішує скористатися привілеями та отримати освіту. Але її амбіції не закінчуються лише навчанням — вона мріє коли-небудь стати президентом своєї країни.

## У ролях
| • Агелех Резає       | … | Ногрех   |
| • Абдолгані Юсефразі | … | батько   |
| • Разі Мохебі        | … | поет     |
| • Марзієх Амірі      | … | Лейломах |

## Знімальна група
- Автори сценарію — Саміра Махмальбаф, Мохсен Махмальбаф
- Режисер-постановник — Саміра Махмальбаф
- Продюсери — Сіамак Алагебанд, Мохсен Махмальбаф
- Виконавчі продюсери — Жан Лабаді, Венсан Мараваль
- Оператори — Ібрагім Гафорі, Саміра Махмальбаф
- Композитор — Мохаммад Реза Дарвіші
- Монтаж — Мохсен Махмальбаф

## Нагороди та номінації
| Список нагород та номінацій             | Список нагород та номінацій | Список нагород та номінацій               | Список нагород та номінацій | Список нагород та номінацій | Список нагород та номінацій |
| Кінопремія                              | Дата церемонії              | Категорія                                 | Номінант(и)                 | Результат                   |                             |
| --------------------------------------- | --------------------------- | ----------------------------------------- | --------------------------- | --------------------------- | --------------------------- |
| Каннський міжнародний кінофестиваль     | 2003                        | Золота пальмова гілка                     | О п'ятій пополудня          | Номінація                   |                             |
| Каннський міжнародний кінофестиваль     | 2003                        | Приз журі                                 | О п'ятій пополудня          | Перемога                    |                             |
| Каннський міжнародний кінофестиваль     | 2003                        | Приз екуменічного журі                    | О п'ятій пополудня          | Перемога                    |                             |
| Міжнародний кінофестиваль у Чикаго      | 2003                        | Золотий Г'юго за найкращий художній фільм | О п'ятій пополудня          | Номінація                   |                             |
| Індійський міжнародний кінофестиваль    | 2003                        | Золотий павич за найкращий фільм          | О п'ятій пополудня          | Перемога                    |                             |
| Сингапурський міжнародний кінофестиваль | 2004                        | Приз молодого кіно                        | О п'ятій пополудня          | Перемога                    |                             |